# Nerf tympanique
Le nerf tympanique (ou nerf de Jacobson) est une branche du nerf glossopharyngien situé près de l'oreille.

## Trajet
Le nerf tympanique naît du ganglion inférieur du nerf glosso-pharyngien.
Il monte dans la cavité tympanique par le canalicule tympanique.
Dans la cavité tympanique, il se divise en 6 branches terminales.
- deux branches postérieures innervent les fenêtres de la cochlée et du vestibule,
- une branche antérieure : le rameau tubaire qui innerve la muqueuse de la trompe auditive,
- une deuxième branche antérieure parfois multiples constituant les nerfs carotico-tympaniques,
- deux rameaux supérieurs : le nerf pétreux profond et le nerf petit pétreux profond.

Les trois dernières branches forment  le plexus tympanique.

### Variation
Le nerf tympanique naît généralement du ganglion inférieur du nerf glossopharyngien, mais rarement, il peut provenir d'une partie supérieure. Rarement, il peut ne fournir aucune fibre parasympathique au ganglion otique.

## Zone d'innervation
C'est un nerf sensitif de l'oreille moyenne, de la trompe d'Eustache, de la glande parotide et des cellules mastoïdiennes.
C'est également l'innervation parasympathique de la glande parotide via le ganglion otique et le nerf auriculo-temporal. Il intervient dans le réflexe salivaire pour augmenter la salivation lors de la mastication.

## Aspect clinique
Le nerf tympanique est impliqué dans un réflexe, où la stimulation du conduit auditif augmente la salivation.

### Cancer
Le nerf tympanique peut être atteint par un paragangliome appelé tumeur du glomus tympanique Cela provoque une masse molle dans l'oreille moyenne et peut provoquer des acouphènes pulsatiles, une perte auditive et certaines anomalies cardiaques.

## Galerie

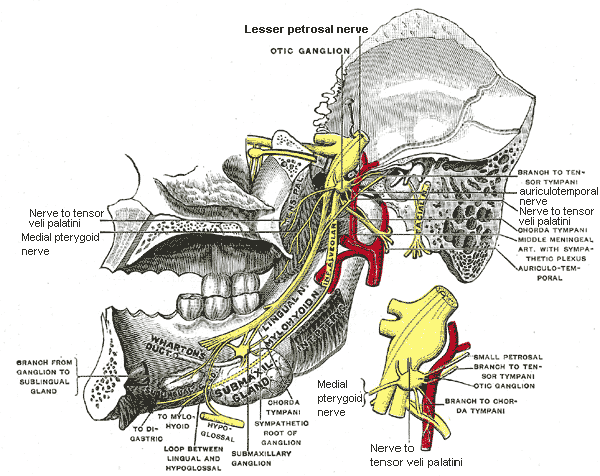
Nerf petit pétreux
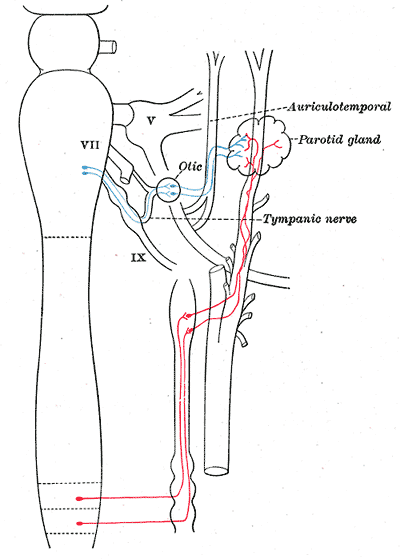
Connexions sympathiques des ganglions otiques et cervicaux supérieurs.